# ليون ميخيا
ليون ميخيا (بالإسبانية: León Mejía)‏ هو دراج كولومبي، ولد في 1934.

## وصلات خارجية
- ليون ميخيا على موقع أوليمبيديا (الإنجليزية)